# Ceriagrion calamineum
Ceriagrion calamineum är en trollsländeart som beskrevs av Maurits Anne Lieftinck 1951. Ceriagrion calamineum ingår i släktet Ceriagrion och familjen dammflicksländor. IUCN kategoriserar arten globalt som livskraftig. Inga underarter finns listade i Catalogue of Life.